# Кохен, Хуан Луис
Хуан Луис Кохен Альбердинк-Тейм (исп. Juan Luis Coghen Alberdingk-Thijm, 9 июля 1959, Мадрид, Испания) — испанский хоккеист (хоккей на траве), полевой игрок. Серебряный призёр летних Олимпийских игр 1980 года.

## Биография
Хуан Луис Кохен родился 9 июля 1959 года в Мадриде.
Играл в хоккей на траве за «Клуб де Кампо» из Мадрида.
В 1979 году в составе сборной Испании завоевал серебряную медаль хоккейного турнира Средиземноморских игр в Сплите.
В 1980 году вошёл в состав сборной Испании по хоккею на траве на летних Олимпийских играх в Москве и завоевал серебряную медаль. Играл в поле, провёл 5 матчей, забил 6 мячей (пять в ворота сборной Танзании, один — СССР).

## Семья
Младшая сестра Хуана Луиса Кохена Мерседес Кохен (род. 1962) выступала за женскую сборную Испании по хоккею на траве, в 1992 году стала чемпионкой летних Олимпийских игр в Барселоне.